# Сапега, Александр Казимир
Александр Казимир Сапега (13 мая 1624 — 22 мая 1671) — римско-католический и государственный деятель Великого княжества Литовского, королевский секретарь (с 1647 года), каноник виленский (1649) и варшавский (1651), епископ-суффраган виленский и титулярный епископ метонский (с 1655 года), референдарий великий духовный литовский (1657—1659), епископ жмудский (1659—1667) и виленский (1667—1671)

## Биография
Представитель коденской линии знатного литовского магнатского рода Сапег герба «Лис». Третий сын подкомория владимирского Фредерика Сапеги (ум. 1626) и Евы Скажевской (ум. до 1642). Братья — писарь польный коронный Ян Фредерик, кравчий великий литовский Кшиштоф Франтишек и обозный великий литовский Томаш Казимир Сапеги.
Учился в иезуитском коллегиуме в Люблине, Виленской иезуитской академии, коллегиуме им. Бартоломея Новодворского в Кракове. В 1638 году поступил в Краковский университет. В 1647 году получил должность духовного секретаря великого литовского. Продолжал духовное обучение в Падуи (1647), Болонье (1648), Риме (1649) и Париже.
После возвращения на родину Александр Сапега 14 мая 1650 года стал проректором виленского капитула. 17 июля того же года был рукоположён в сан священника. В октябре 1650 года стал членом епископского суда. В 1655 году получил сан епископа-суффрагана виленского. В 1657 году был назначен референдарием духовным великим литовским. 4 апреля 1659 года стал епископом жмудским.
Летом 1659 года епископ жмудский Александр Казимир Сапега, будучи посланником короля Яна Казмира Вазы, усмирил бунт в литовских войсках. На сейме 1662 года вошёл в состав военно-казённой комиссии, тогда же пытался примирить великого гетмана литовского Павла Яна Сапегу и польного гетмана литовского Винцента Корвина-Гонсевского. В 1666 году после смерти своего брата Кшиштофа Франтишека Сапеги получил его драгунскую хоругвь в литовской армии. 18 июля 1667 года Александр Казимир Сапега получил сан епископа виленского.
В 1668 году после отречения от престола польского короля Яна II Казимира Вазы епископ виленский Александр Казимир Сапега поддерживал кандидатуру пфальцского курфюрста Филиппа Вильгельма Нойбургского.
21 апреля 1671 года перенёс Икону Матери Божьей Остробрамской в новую часовню, где она находится и сегодня. Был похоронен в кафедральном соборе Святого Станислава в Вильне.